# Fotbollsföreningen Jaro Jalkapalloseura 2014

## Stagione
Nella stagione 2014 lo Jaro ha disputato la Veikkausliiga, massima serie del campionato finlandese di calcio, terminando il torneo al sesto posto con 44 punti conquistati in 33 giornate, frutto di 12 vittorie, 8 pareggi e 13 sconfitte. In Suomen Cup è stato eliminato subito al quarto turno dall'Hämeenlinna. In Liigacup è stato eliminato subito nella fase a gironi con l'ultimo posto nel proprio raggruppamento.

## Rosa
| N. |                              | Ruolo | Calciatore         |
| -- | ---------------------------- | ----- | ------------------ |
| 1  | Finlandia (bandiera)         | P     | Jesse Öst          |
| 2  | Trinidad e Tobago (bandiera) | D     | Aubrey David       |
| 3  | Finlandia (bandiera)         | D     | David Nyman        |
| 4  | Finlandia (bandiera)         | D     | Mathias Kullström  |
| 6  | Finlandia (bandiera)         | D     | Johan Brunell      |
| 7  | Finlandia (bandiera)         | C     | Fredrik Svanbäck   |
| 8  | Finlandia (bandiera)         | D     | Jari Sara          |
| 9  | Svezia (bandiera)            | A     | David Carlsson     |
| 10 | Finlandia (bandiera)         | C     | Jonas Emet         |
| 11 | Germania (bandiera)          | C     | Hendrik Helmke     |
| 13 | Armenia (bandiera)           | C     | Aleksandr Tumasyan |
| 15 | Finlandia (bandiera)         | C     | Markus Kronholm    |
| 16 | Finlandia (bandiera)         | A     | Antti Palohuhta    |

| N. |                              | Ruolo | Calciatore         |
| -- | ---------------------------- | ----- | ------------------ |
| 17 | Finlandia (bandiera)         | D     | Kevin Peth         |
| 18 | Kenya (bandiera)             | C     | Peter Opiyo        |
| 19 | Finlandia (bandiera)         | A     | Iidle Elmi         |
| 20 | Finlandia (bandiera)         | A     | Serge Atakayi      |
| 21 | Finlandia (bandiera)         | C     | Patrick Byskata    |
| 22 | Trinidad e Tobago (bandiera) | A     | Shahdon Winchester |
| 23 | Finlandia (bandiera)         | A     | Kevin Larsson      |
| 25 | Finlandia (bandiera)         | P     | Emil Öhberg        |
| 26 | Finlandia (bandiera)         | D     | Jori Kujala        |
| 27 | Russia (bandiera)            | D     | Il'ja Vaganov      |
| 30 | Germania (bandiera)          | C     | Edgar Bernhardt    |
| 32 | Argentina (bandiera)         | D     | Carlos Fondacaro   |

## Statistiche

### Statistiche di squadra
| Competizione  | Punti | In casa | In casa | In casa | In casa | In casa | In casa | In trasferta | In trasferta | In trasferta | In trasferta | In trasferta | In trasferta | Totale | Totale | Totale | Totale | Totale | Totale | DR |
| Competizione  | Punti | G       | V       | N       | P       | Gf      | Gs      | G            | V            | N            | P            | Gf           | Gs           | G      | V      | N      | P      | Gf     | Gs     | DR |
| ------------- | ----- | ------- | ------- | ------- | ------- | ------- | ------- | ------------ | ------------ | ------------ | ------------ | ------------ | ------------ | ------ | ------ | ------ | ------ | ------ | ------ | -- |
| Veikkausliiga | 44    | 16      | 6       | 4       | 6       | 19      | 24      | 17           | 6            | 4            | 7            | 28           | 23           | 33     | 12     | 8      | 13     | 47     | 47     | 0  |
| Suomen Cup    | -     | -       | -       | -       | -       | -       | -       | 1            | 0            | 0            | 1            | 1            | 2            | 1      | 0      | 0      | 1      | 1      | 2      | -1 |
| Liigacup      | -     | 2       | 0       | 2       | 0       | 3       | 3       | 2            | 0            | 1            | 1            | 1            | 4            | 4      | 0      | 3      | 1      | 4      | 7      | -3 |
| Totale        | -     | 18      | 6       | 6       | 6       | 22      | 27      | 20           | 6            | 5            | 9            | 30           | 29           | 38     | 12     | 11     | 15     | 52     | 56     | -4 |